# 사하라 전차대
사하라 전차대(Sahara)는 미국에서 제작된 졸탄 코다 감독의 1943년 영화이다. 험프리 보가트 등이 주연으로 출연하였고 해리 조 브라운 등이 제작에 참여하였다.

## 출연

### 주연
- 험프리 보가트
- 브루스 베네트
- J. 캐롤 나이쉬
- 로이드 브리지스

### 조연
- 렉스 잉그램
- 리처드 너건트
- 댄 두리에
- 칼 하보드
- 패트릭 오무어
- 루이스 머시어
- 가이 킹스포드
- 커트 크루거
- 존 웬그라프
- 피터 로포드
- Hans Schumm